# Dos Bocas (Corozal)
Dos Bocas es un barrio ubicado en el municipio de Corozal en el estado libre asociado de Puerto Rico. En el Censo de 2010 tenía una población de 3060 habitantes y una densidad poblacional de 291,29 personas por km².

## Geografía

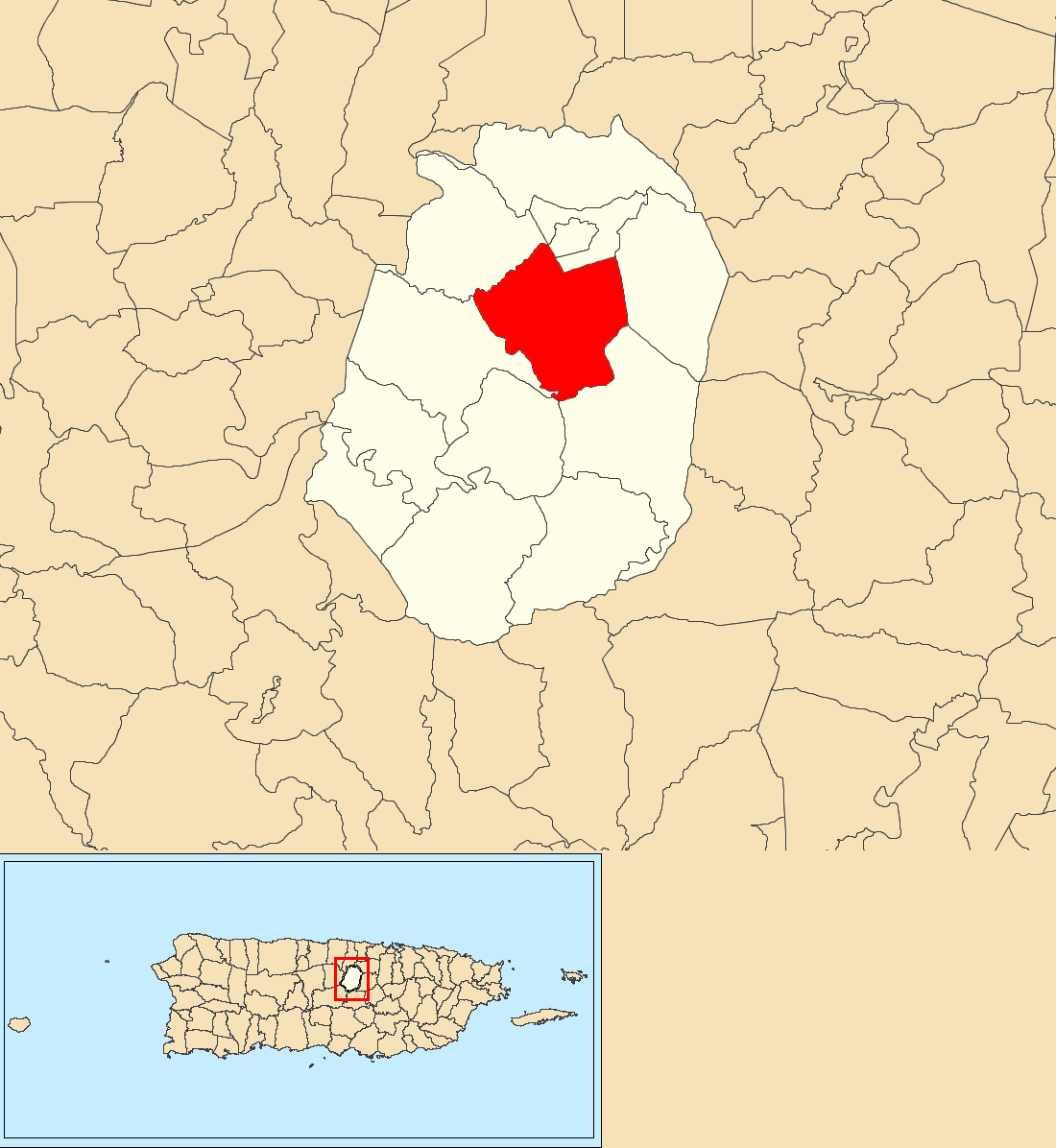
Dos Bocas, un barrio de Corozal

Dos Bocas se encuentra ubicado en las coordenadas 18°19′10″N 66°19′12″O / 18.31944, -66.32000. Según la Oficina del Censo de los Estados Unidos, Dos Bocas tiene una superficie total de 10.5 km², que corresponden a tierra firme.

## Demografía
Según el censo de 2010, había 3060 personas residiendo en Dos Bocas. La densidad de población era de 291,29 hab./km². De los 3060 habitantes, Dos Bocas estaba compuesto por el 87.94% blancos, el 3.46% eran afroamericanos, el 0.39% eran amerindios, el 6.63% eran de otras razas y el 1.57% pertenecían a dos o más razas. Del total de la población el 99.41% eran hispanos o latinos de cualquier raza.